# Varga Ádám (színművész)
Varga Ádám (Kőszeg, 1989. december 4. –) magyar színész.

## Életpályája
Szülővárosában nőtt fel. 2009-ben a helyi Jurisich Miklós Gimnáziumban érettségizett, majd egy évig a Gór Nagy Mária Színitanodában tanult. 2012-ben végzett az Újszínház stúdiójában, ahol 2017-ig játszott. Több színházban és produkcióban is szerepel. Országos ismertségre a Besúgó című sorozatban tett szert. 2022-ben szerepelt a Celeb vagyok, ments ki innenǃ című műsorban.
2016–2019 között a Színház- és Filmművészeti Egyetem drámainstruktor-színjáték szakos hallgatója volt.

## Fontosabb színházi szerepei
- Giorgio Pianosa: Mert a mamának így jó... Salvatore
- Christopher Hampton – Gyulay Eszter: Teljes napfogyatkozás... Arthur Rimbaud
- Reginald Rose: Tizenkét dühös ember... Elnök
- Szigligeti Ede: Liliomfi... Gyuri pincér
- Tersánszky Józsi Jenő: Kakuk Marci... II. Kakuk Marci
- Tamási Áron: Ábel... Ábel
- Tamási Áron: Énekes madár... Kömény Móka
- Németh László: Bodnárné... Lali (szolga)
- Pozsgai Zsolt: Pöttöm Panna... Béka Öcsi; Fecske; Boldog Virágok Hercege
- Harsányi Zsolt: A bolond Ásvayné... Tamás
- Tasnádi István: Kartonpapa... Zsolt
- Szakonyi Károly: Adáshiba... Imrus
- Masayuki Suo: Hölgyválasz... Jimmy
- Laetitia Colombani: Miért pont kivi? ...Barnabé Leroux
- Ray Cooney: Páratlan páros ...John Smith

## Filmes és televíziós szerepei
- Karádysokk (2011) – Guszti
- Hacktion: Újratöltve (2013) – Roli
- Molto pavane – Erkel és Mahler (2014) – Gustav Mahler
- Viharsarok (2014) – Áron
- #Sohavégetnemérős (2016) – Géza
- 200 első randi (2019) – Fábián nyomozó
- Alvilág (2019) – Fiatal Ádám
- A tanár (2019–2021) – Pataki Gyula
- Keresztanyu (2021) – Fesztiválozó Karesz
- A besúgó (2022) – Dugovics Máté
- Háromezer számozott darab (2023) – fehér Othello
- Legénybúcsú Extra (2023) – Vakond
- Pokoli rokonok (2025) – Zalán

### Klipek
- Carson Coma – Bábu vagy (2022)
- Bagossy Brothers Company – Balaton (2022)